# Resolució 1955 del Consell de Seguretat de les Nacions Unides
La Resolució 1955 del Consell de Seguretat de les Nacions Unides fou adoptada per unanimitat el 14 de desembre de 2010. Després de recordar les resolucions 955 (1995), 1165 (1998), 1329 (2000), 1717 (2006), 1411 (2002), 1431 (2002) 1824 (2008), 1855 (2008), 1878 (2009) 1900 (2009) i 1931 (2010) sobre Ruanda, el Consell va permetre que tres jutges completessin els seus casos en el Tribunal Penal Internacional per a Ruanda (ICTR) més enllà dels seus mandats, i va augmentar el nombre de jutges temporals al tribunal.

## Resolució

### Observacions
El Consell de Seguretat va recordar les resolucions 1503 (2003) i 1534 (2004) en que va demanar que es completessin tots els casos del TPIR el 2010. Va assenyalar que no obstant això, el TPIR no va poder completar el seu treball fins al 2010 i va expressar la seva preocupació per la pèrdua de personal experimentat en el tribunal, en particular quan es van redistribuir quatre jutges i un va haver de marxar després de la finalització del seu cas. El Consell estava convençut de la necessitat de nomenar els magistrats ad litem com a mesura temporal per facilitar la realització de la tasca del TPIR.

### Actes
Actuant sota el Capítol VII de la Carta de les Nacions Unides, el Consell va ampliar els termes dels jutges Joseph Asoka de Silva i Taghrid Hikmet per tal de completar el cas Ndindiliyimana et al. pel març de 2011, i el terme de Joseph Masanche es va estendre per permetre que el cas Hategekimana es completés el gener de 2011. També va reiterar la importància d'un personal adequat al TPIAI perquè completés el seu treball al més aviat possible, cridant a la Secretaria de les Nacions Unides i altres òrgans de les Nacions Unides a abordar el tema.
Finalment, el nombre de jutges ad litem que servia al tribunal es va incrementar temporalment de nou a dotze, tornant a un màxim de nou abans del 31 de desembre de 2011.